# Anna Mullikin
Anna Mullikin   (Baltimore, 7 de març de 1893 - Filadèlfia, 24 d'agost de 1975) va ser una matemàtica nord-americana.

## Vida i Obra
Va acabar els estudis secundaris el 1915 i va començar a donar classes successivament a dues escoles de Kentucky i Virgínia. El 1918 va tornar a estudiar matemàtiques a la universitat de Pennsilvània amb una beca i sota la direcció de Robert Lee Moore. Quan aquest se'n va anar a la universitat de Texas ella el va seguir un curs, però finalment es va doctorar el 1922 a Filadèlfia, tot i que sota la direcció de Moore.
Aquesta tesi és l'únic treball de recerca publicat per Mullikin. La seva importància rau en el fet que va ser un treball pioner en el camps dels conjunts connexos, en el qual es demostrava el teorema de Janiszewski, que no era conegut per haver estat publicat en polonès poc temps abans.
A partir de 1923 va ser professora de matemàtiques de secundària a Filadèlfia. En els anys 50's i començaments dels 60's va publicar llibres de text juntament amb altres autors. Es va retirar el 1959.